# Неронович Євген Васильович
Нероно́вич Євге́н Васи́льович (1888 , Пирятин, Полтавська губернія  — 25 березня 1918 , Сорочинці, Миргородський повіт, Полтавська губернія, УНР ) — український політичний і громадський діяч. Член Української Центральної Ради. У березні 1918 року — народний секретар військових справ більшовицького уряду в Україні.

## Біографія
Євген Неронович народився 1888 року біля міста Пирятин (тепер Полтавської області). Вчився у Полтавській чоловічій гімназії та на електротехнічному факультеті Петербурзького політехнічного інституту. Під час навчання належав до організаторів студентських громад, репрезентував їх на студентському з'їзді у Львові (1909). 1907 року Неронович став одним із засновників першого гімназійного друкованого органу «Відродження». 1913 року очолював редакцію часопису «Український студент» (виходив у 1913—1914 рр.).
Діяч Української Соціал-Демократичної Робітничої Партії. На початку 1917 року був членом фракції УСДРП в Петроградській раді робітничих і солдатських депутатів. У 1917—1918 роках Неронович входив до складу Української Центральної Ради та Малої Ради. Очолював ліву фракцію УСДРП, яка виступала за створення незалежної української радянської держави.
Перейшов до більшовиків. У лютому 1918 року — член делегації радянської України на мирних переговорах у Бересті. Від березня 1918 року Неронович — народний секретар військових справ більшовицького уряду в Україні. Однак дуже швидко розчарувався в більшовицькій політиці й відійшов від праці в уряді. Наприкінці березня 1918 року вийшов зі складу Народного секретаріату.
23 березня 1918 року розстріляний українськими військами  в містечку Великі Сорочинці.

## Ушанування пам'яті
1919 року в Києві Бульварно-Кудрявську вулицю перейменували на вулицю Нероновича. Під цією назвою відома до 1937 року, коли її перейменували на вулицю Воровського.
1923 року в Кам'янці-Подільському вулицю Князів Коріатовичів було перейменовано на вулицю Нероновича (нині знову вулиця Князів Коріатовичів).
1925 року Великі Сорочинці на честь Нероновича було перейменовано на Нероновичі. 1931 року повернено стару назву.
У Гадячі в радянський час Преображенську вулицю перейменували на вулицю Нероновича. 1969 року з'ясувалося, що Неронович нібито був есером (насправді — українським есдеком, а не есером, тобто членом УСДРП, а не УПСР), тож вулицю спішно перейменували на честь першого секретаря Гадяцького підпільного райкому партії В. М. Степаненка.